# Le Socrate
Pour plus de détails, voir Fiche technique et Distribution.
Le Socrate est un film dramatique franco-allemand réalisé par Robert Lapoujade et sorti en 1968. Le film a reçu le prix spécial du Jury à la Mostra de Venise 1968.

## Synopsis
Le Socrate est un philosophe excentrique qui s'est détaché du matérialisme. Un policier est chargé de le surveiller.

## Fiche technique
- Titre : Le Socrate
- Réalisateur : Robert Lapoujade
- Scénario : Robert Lapoujade, Colette Audry et Jean-Patrick Manchette
- Musique : Bernard Parmegiani
- Sociétés de production : Bayerischer Rundfunk et Centre Européen Cinéma-Radio-Télévision
- Pays de production :  France et  Allemagne de l'Ouest
- Date de sortie :
  - Mostra de Venise 1968 : septembre 1968
  - France : 9 octobre 1968
- Langue : français
- Format: couleur - 35 mm - mono
- Genre : drame
- Durée : 90 minutes

## Distribution
- Pierre Luzan : Le Socrate
- René-Jean Chauffard : Lemay
- Martine Brochard : Sylvie
- Stéphane Fay : Pierre
- Jean-Pierre Sentier : Adam